# 대한천연디자인협회
대한천연디자인협회는 2013년도에 설립된 천연비누, 천연화장품, 캔들, 발효테라피, 아로마테라피 전문 교육 기관이다.

## 협회 연혁
- 대한천연디자인협회 설립
- 소이플라워캔들 개발
- P캔들 시리즈 개발
- 플라스터플라워 개발
- 솔리드플라워 개발
- 캔들플라워 개발
- 천연비누 교재 집필
- 화장품 DIY 교재 집필
- 발효테라피 교재 집필
- 아로마테라피 교재 집필
- 아로마테라피스트

## 협회 위치
- 경기도 안산시 단원구 적금로 59-1 한영빌딩 3층
- 웹사이트